# كيث آدامز (لاعب كرة قدم أمريكية)
كيث آدامز (بالإنجليزية: Keith Adams)‏ هو لاعب كرة قدم أمريكية أمريكي، ولد في 22 نوفمبر 1979 في نوروود في الولايات المتحدة.

## وصلات خارجية
- كيث آدامز على موقع مرجع كرة القدم المحترفة.كوم (الإنجليزية)